# Сятракасы (Сятракасинское сельское поселение)
Сятракасы́ (чув. Ҫатракасси) — деревня в Моргаушском районе Чувашской Республики Российской Федерации. Административный центр Сятракасинского сельского поселения.

## Название
Известна с XVIII века как деревня Хора-касы, в 1859 Сатра-касы.

## География
Деревня находится в северо-западной части Чувашии, в пределах Чувашского плато, в зоне хвойно-широколиственных лесов, на расстоянии приблизительно 2 км на юг-юго-восток по прямой от районного центра села Моргауши.
Осевая улица — Школьная, являющая частью региональной автодороги 97К-005.
С севера по автодороге смыкается с деревней Кашмаши, с юго-запада граничит с деревней Синьял-Хоракасы.
В XIX веке, в первой половине XX века к деревне с севера примыкали селения Кожаки, Седойкино, слившиеся в XX веке с Сятракасы.

### Климат
Климат характеризуется как умеренно континентальный, с продолжительной морозной зимой и тёплым летом. Среднегодовая температура воздуха — 2,3 °C. Средняя температура воздуха самого тёплого месяца (июля) — 18,6 °C (абсолютный максимум — 38 °C); самого холодного (января) — −13 °C (абсолютный минимум — −44 °C). Безморозный период длится около 148 дней. Среднее количество атмосферных осадков, выпадающих в вегетационный период, составляет 326 мм

## История
Известна с XVIII века как деревня Хора-касы.
До упразднения уездно-губернского деления входило в состав Чувашско-Сорминской волости
Деревни Кожаки и Седойкино включены в черту деревни Сятракасы 29 августа 1963 года:170, 229.

## Население
| 2010 | 2012 |
| ---- | ---- |
| 642  | ↗679 |

### Историческая численность населения
Население составляло 695 человек (чуваши 98 %) в 2002 году, 642 в 2010.

## Инфраструктура
Личное подсобное хозяйство с зоной сельскохозяйственного использования, индивидуальная застройка усадебного типа. В 1859 в деревне Сатра-касы 22 двора, в 1924 году 83 двора, 401 житель.
Основа экономики — сельское хозяйство.
Сятракасинская средняя школа.

## Транспорт
Деревня доступна автотранспортом. Остановка общественного транспорта «Сятракасы».